# حسن سيف الدين
حسن سيف الدين (14 ديسمبر 1913 - 14 فبراير 1993)، هو مُخرج أفلام مصري، وُلد عام 1913 حصل علي دبلوم المعهد العالي الفنون المسرحية عام 1967، ومخرج بالتلفزيون منذ عام 1968 حيت أخرج عددا من ألافلام والمسلسلات توفي يوم 14 فبراير عام 1993.

## من أعماله

### أفلام
- نأسف لهذا الخطأ (فيلم) (1986).
- نساء تحت الطبع (1976).
- جريمة لم تكتمل (فيلم) (1972).

### مسلسلات
أ

## وصلات خارجية
مقالات تستعمل روابط فنية بلا صلة مع ويكي بيانات